# QWOP
QWOP è un videogioco per browser del 2008 creato dall'ex bassista dei Cut Copy Bennett Foddy, basato sulla fisica ragdoll. Il giocatore controlla un atleta chiamato "Qwop" utilizzando i tasti Q, W, O e P. Un paio d'anni dopo la pubblicazione del gioco, esso diventò un fenomeno di internet nel dicembre del 2010. Il gioco aiutò il sito internet di Foddy (Foddy.net) a raggiungere le 30 milioni di visite.

## Modalità di gioco
Il giocatore controlla un atleta chiamato "Qwop", che sta partecipando in una gara dei 100 metri piani ai Giochi olimpici. Utilizzando solo i tasti Q, W, O e P, i giocatori devono controllare il movimento delle gambe dell'atleta per farlo muovere in avanti senza farlo cadere. I tasti Q e W muovono le cosce dell'atleta, mentre i tasti O e P muovono i suoi polpacci. Il tasto Q sposta la coscia destra del corridore in avanti e la sinistra indietro, mentre il tasto W fa l'opposto. I tasti O e P funzionano allo stesso modo di Q e W, ma con i polpacci.

## Versioni alternative
Il gioco uscì per iPhone nel 2011. L'applicazione ha lo stesso gameplay del gioco originale, ma con comandi diversi. Il giocatore controlla le braccia e le gambe di QWOP muovendo le dita sullo schermo.
Una versione per due giocatori di QWOP chiamata 2QWOP venne pubblicata nel febbraio del 2012, dopo essere stata presentata a un evento ad Austin chiamato "The Foddy Winter Olympics", presentando una selezione di videogiochi creati da Bennett Foddy.
Nella modalità per due giocatori, il primo utilizza i tasti Q, W, E ed R e il secondo utilizza i tasti U, I, O e P.

## Sviluppo

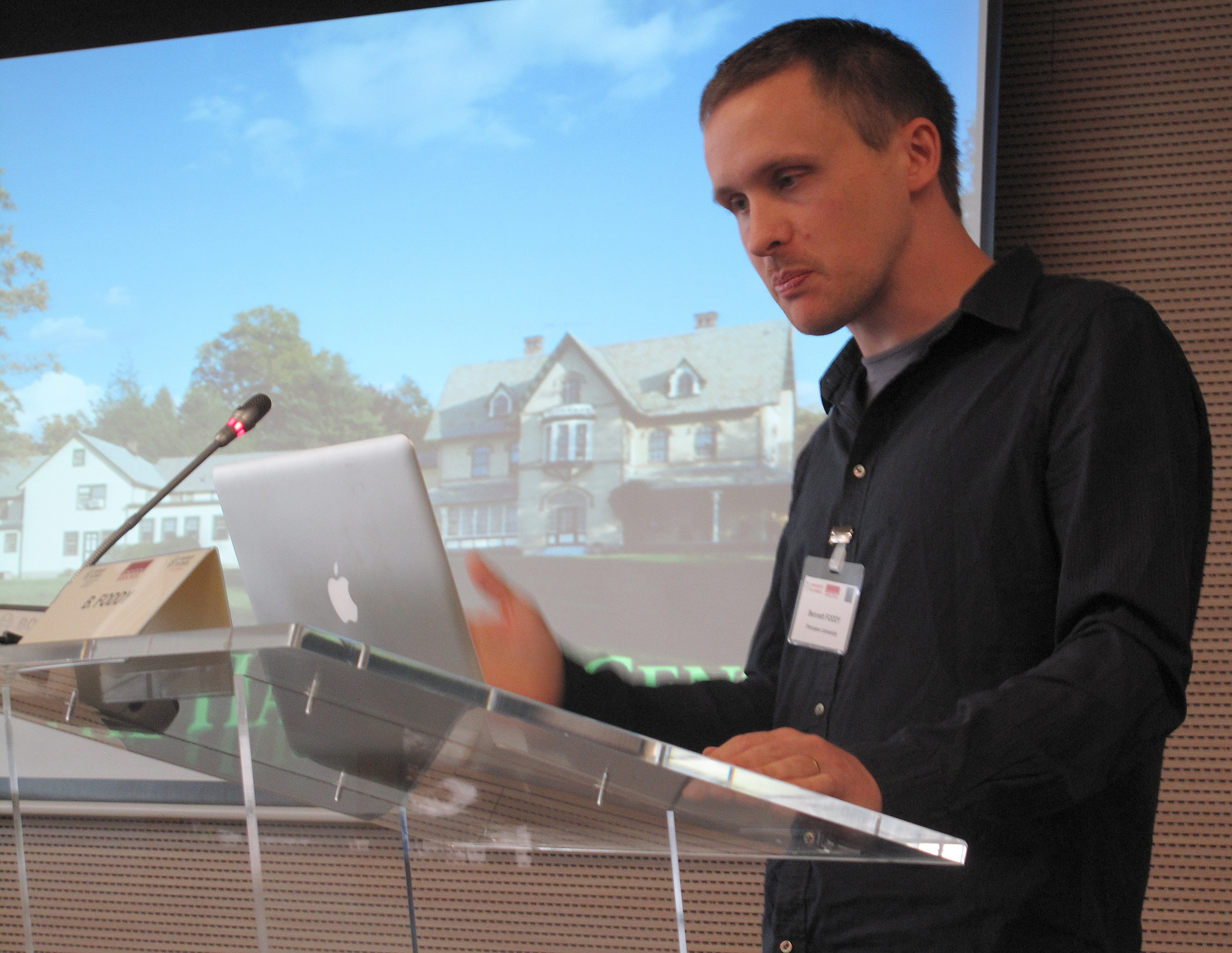
Il creatore di QWOP, Bennett Foddy, nell'ottobre del 2009.

QWOP venne creato nel novembre del 2008 da Bennett Foddy per il suo sito Foddy.net. Imparò da autodidatta a creare videogiochi mentre stava rimandando la scrittura della sua tesi per la laurea in filosofia. Foddy affermò che era stato un giocatore dall'età di cinque anni, quando ebbe in regalo il suo primo computer (uno ZX Spectrum 48k).

## Accoglienza
Anche se l'obiettivo di QWOP è semplice, il gioco, fin da quando uscì, divenne famoso per la sua difficoltà nel controllare l'atleta. Foddy ha dichiarato di ricevere una grande quantità di hate mail per la creazione di QWOP. Secondo Wired Magazine, seppur il gioco abbia ricevuto critiche per i suoi comandi, ha aiutato il sito di Foddy a raggiungere le 30 milioni di visite ed è stato giocato da milioni di persone, anche se poi le visite sono diminuite.
Kotaku ha definito la versione per iPhone "del 4000% più impossibile" rispetto al gioco originale e "una sfida olimpionica per i pollici".

## QWOP nella cultura di massa

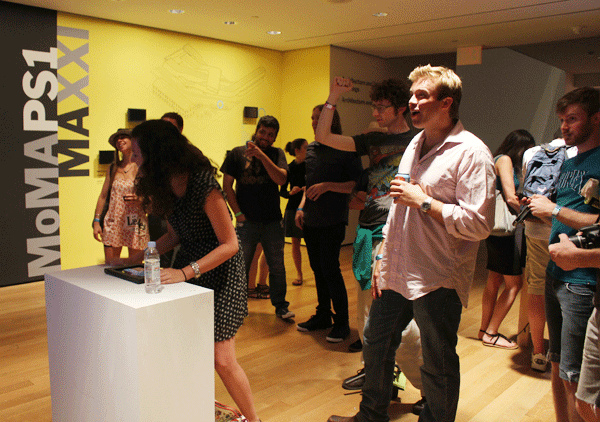
QWOP esposto al Museum of Modern Art a New York nel luglio del 2011.

Il 27 luglio 2011 QWOP venne esposto nel Museum of Modern Art di New York in un evento chiamato “Arcade”, ospitato dalla compagnia Kill Screen.
Il Guinness dei primati premiò Roshan Ramachandra, residente di Chintamani, per la più veloce gara di 100 metri piani sul gioco (durata 51 secondi), il 10 aprile del 2013.